# Дмитриев, Виталий Михайлович
Вита́лий Миха́йлович Дми́триев (11 октября 1936, Харьков — 30 августа 2009, Харьков) — советский, украинский физик — экспериментатор, доктор физико-математических наук (1979), профессор (1982), Заслуженный деятель науки и техники Украины (1998), лауреат Государственной премии Украины в области науки и техники (2000).

## Биография
Виталий Михайлович Дмитриев родился 11 октября 1936 г. в Харькове, УССР. В 1959 окончил радиофизический факультет Харьковского государственного университета. В 1961—1962 был сотрудником Харьковского физико-технического института. С 1962 работал в Физико-техническом институте низких температур (ФТИНТ). С 1968 по 2009 был руководителем отдела сверхпроводимости ФТИНТ. С 1980 по 1988 — заместитель директора ФТИНТ по научной работе. В 1967 защитил кандидатскую диссертацию. В 1979 году ему присвоена ученая степень доктора физ.-мат наук, тема диссертации «Высокочастотные и нелинейные свойства сверхпроводников». В 1982 получил ученое звание профессора. С 1980 по 1988 по совместительству работал профессором кафедры экспериментальной физики физического факультета Харьковского университета. Преподавал курсы сверхпроводимости и общей физики. Был членом редколлегии международного журнала «Физика низких температур». В. М. Дмитриев активно сотрудничал с ведущими учеными Англии, США, Франции, Германии, Польши, России. Более 10 лет являлся представителем Украины в Международной лаборатории сильных магнитных полей и низких температур (Вроцлав, Польша). Скончался 30 августа 2009 в Харькове.

## Научная деятельность
В соавторстве с английскими учеными В. М. Дмитриев открыл и, в дальнейшем, всесторонне изучил явление стимуляции сверхпроводимости электромагнитным излучением. Это явление получило объяснение в работах Г. М. Элиашберга и способствовало развитию теории неравновесной сверхпроводимости. Им развиты основы теории нерегулярных волноводов и резонаторов. Под руководством и при непосредственном участии В. М. Дмитриева проводились исследования сверхпроводящих болометров и разрабатывались физические основы сверхпроводящей электроники. Впервые обнаружил образование высокочастотных центров проскальзывания фазы в узких сверхпроводящих каналах, открыл и исследовал не джозефсоновскую генерация в центрах проскальзывания фазы. После открытия высокотемпературных сверхпроводников в 1986 В. М. Дмитриев с коллегами занялся изучением такого необычного явления, как псевдощель, понимание которого должно способствовать выяснению механизма сверхпроводящего спаривания в ВТСП. Экспериментально доказал существование новых низкочастотных плазменных колебаний в сверхпроводниках. В последние годы жизни Виталий Михайлович занимался исследованием сверхпроводимости в тройных редкоземельных соединениях и сосуществования сверхпроводимости и магнетизма.

## Избранные публикации
- Microwave-enhanced critical supercurrents in constricted tin films. / A. F. G. Wyatt, V. M. Dmitriev, W. S. Moore, and F. W. Sheard // Phys. Rev. Lett., V. 16, 1166 (1966)
- Induction and stimulation of superconductivity by external electromagnetic radiation (Review). / Dmitriev, V. M., Khristenko, E. V. // Fizika Nizkikh Temperatur, vol. 4, p. 821—856 (1978).
- Дмитриев В. М., Зоркин А. Ф., Ляпунов Н. В., Седых В. М. Волноводы с поперечным сечением сложной формы. — Харьков, Издательство Харьковского университета, 1979, 128 с.
- Веркин Б.И., Дмитренко И. М., Еременко В.В., Кулик И. О., Манжелий В. Г., Марченко В. А., Островский И.В., Погорелов А. В., Янсон И. К., Благой Ю. П., Галайко В. П., Григорьев В. Н., Дмитриев В. М., Звягин А. И., Комник Ю. Ф., Косевич А. М., Лаврентьев Ф. Ф., Левин Б. Я., Попов В. А., Свечкарев И. В., Слуцкин А. А., Старцев В. И., Фуголь И. Я., Ильичев В. Я., Крупский И. Н., Маслов К. В., Михайленко С. А., Суходуб Л. Ф., Фрейман Ю. А. Физика конденсированного состояния. Киев, Наукова думка, 1985, 280 с.
- Phase-slip processes induced by microwave field and direct current in superconducting ceramic YBa2 Cu3 O7− x. / V.M. Dmitriev, I.V. Zolochevskii, E.V. Khristenko // Physica C: Superconductivity, V. 235, P. 1973—1974 (1994)
- Analysis of fluctuation conductivity of YBa2 Cu3 O7−δ t-PrBa2 Cu3 O7−δssuperlattices. / A.L. Solovjov, V.M. Dmitriev, H.U. Habermeier, I.E. Trofimov // Physical Review B, V. 55 (13), P. 8551 (1997)
- Critical currents, phase slip centers, and phase slip lines in superconducting films in the absence of external magnetic field. / V. M. Dmitriev I. V. Zolochevskii, T. V. Salenkova, and E. V. Khristenko // Low Temperature Physics, V. 31, 127 (2005)
- Observation of superconductivity enhancement by an external electromagnetic field and of high frequency phase-slip lines in wide tin films. / A.B. Agafonov, V.M. Dmitriev, I.V. Zolochevskij, E.V. Khristenko // Low Temperature Physics, V. 27 (8), P. 928—931 (2001)
- Resistive states of superconducting channels in alternating electromagnetic field. (Review article.) / V.M. Dmitriev, I.V. Zolochevskij, E.V. Khristenko // Low Temperature Physics, V. 27 (3), P. 227—252 (2001)
- Resistive current states in wide superconducting films in zero magnetic field. / V.M. Dmitriev, I.V. Zolochevskii // Superconductor Science and Technology, V. 19 (4), P. 342 (2006)
- Fluctuation conductivity and pseudogap in YBCO high-temperature superconductors. / A.L. Solov’ev, V.M. Dmitriev // Low Temperature Physics, V. 35 (3), P. 169—197 (2009)
- Superconductivity and Magnetism of Dy1-xYxRh4B4: Candidate for Spin-Triplet Cooper Pairing. / V.M. Dmitriev, A.J. Zaleski, E.P. Khlybov, L.F. Rybaltchenko, E.V. Khristenko // Acta Physica Polonica-Series A General Physics, V. 114 (1), P. 83 (2008)
- Energy gap and upper critical field of the new magnetic superconductor Mo3Sb7 found by the Andreev reflection method. / V.M. Dmitriev, L.F. Rybaltchenko, L.A. Ishchenko, E.V. Khristenko, Z. Bukowski // Superconductor Science and Technology, V. 19 (6), P. 573 (2006)
- Enhancement of superconductivity by external electromagnetic field in Sn films of different widths. / V.M. Dmitriev, I.V. Zolochevskij, T.V. Salenkova, E.V. Khristenko // Fizika Nizkikh Temperatur, V. 31 (11), P. 1258—1265 (2005)
- AC Josephson properties of phase slip lines in wide tin films. / V.M. Dmitriev, I.V. Zolochevskii, E.V. Bezuglyi, D.S. Kondrashev // Superconductor Science and Technology, V. 20 (8), P. 891 (2007).
- Influence of microwave irradiation on the dc resistive state of a wide superconducting film. / V.M. Dmitriev, I.V. Zolochevskii, T.V. Salenkova // Low Temperature Physics, V. 35 (11), P. 849—853 (2009)

## Награды
Заслуженный деятель науки и техники Украины (1998). Лауреат Государственной премии Украины в области науки и техники (2000). Награжден медалью «За доблестный труд. В ознаменование 100-летия со дня рождения Владимира Ильича Ленина» .